# Waggon- und Maschinenbau GmbH Donauwörth
Die Waggon- und Maschinenbau GmbH Donauwörth (WMD) war ein Hersteller von Eisenbahnwagen und Flugzeugkomponenten in Donauwörth.

## Die Anfänge
Der Ursprung der WMD war das im Jahr 1908 von dem Rentner Josef Scheidemandel in Donauwörth gegründete Trasswerk zur Herstellung von Trassmehl aus Suevit.
1914 musste zu Beginn des Ersten Weltkriegs das Werk stillgelegt werden, da die Stromerzeugungsanlagen für eine Pulverfabrik benötigt wurden. Als Josef Scheidemandel 1916 starb, übernahm seine Witwe das Werk. Diese musste jedoch ein Jahr später das Werk und den Grundbesitz an die Stadt Donauwörth verkaufen. Die Stadt wiederum verkaufte wenige Monate später an den Fabrikbesitzer Emil Loeffellad aus Stuttgart.
Die 1920 fertiggestellte Maschinenfabrik konnte aber wegen mangelnder Aufträge nichts produzieren; erst als das Werk 1924 einen Auftrag der Deutschen Reichsbahn zur Herstellung von Puffern für Eisenbahnwagen erhielt, wurde zum ersten Mal produziert. Nach fünf Jahren Produktion musste der Besitzer Emil Loeffellad die gesamte Belegschaft entlassen, da keine neuen Aufträge vorlagen.
Unter den Nationalsozialisten musste Emil Loeffellad die Fabrik an das Oberkommando des Heeres verkaufen, diese verpachtete die Fabrik an die Maxhütte. So wurde aus der Pufferfabrik eine Waffen- und Munitionsfabrik, in der 1939 über 3000 Menschen beschäftigt waren. Bekannteste Produkte waren Nebelwerfer für die Artillerie. Im April 1945 wurde die Maschinenfabrik völlig zerstört.

## Entwicklung nach dem Krieg
Am 16. September 1946 wurde von ehemaligen Mitarbeitern, der Stadt Donauwörth und dem Stuttgarter Bankdirektor A. Lieb die Waggon- und Maschinenbau GmbH Donauwörth gegründet. Auf dem Gelände der ehemaligen Pufferfabrik erfolgte der Start des neuen Unternehmens mit 395 Beschäftigten und der Herstellung von Nachkriegsprodukten.
In den nachfolgenden Jahren wurde auch mit der Produktion von Straßenrollern und Eisenbahnwagen begonnen. Zum Produktionsprogramm gehörten der SBB-Speisewagen RIC, der Einachsanhänger VB 141 sowie die Triebwagen ETA 176 und VT 55. So wurden 1951 von der WMD für die Deutsche Bundesbahn die Spurwagen für den Schienen-Straßen-Omnibus und ab 1962 einige Straßenroller des Typs LR40 hergestellt. British Rail kaufte 1958 fünf Schienenbusse, die einzigen von insgesamt 22, die für eine Erprobung dieses Fahrzeugtyps bei einem ausländischen Hersteller gekauft wurden. Im Jahr 1964 wurde mit einer Serie von 10 Fahrzeugen der erste totalgeschweißte Aluminium-Eisenbahnwagen, und zwar der Aluminium-Triebwagen KBE ET 201…ET 212 „Silberpfeil“ für die damalige Köln-Bonner Eisenbahnen, gebaut und ausgeliefert.
1954 begannen WMD und SIAT (Siebel Flugzeugwerke ATG; Allgemeine Transportanlagen-Gesellschaft) mit der Produktion von Flugzeugbaugruppen. Als 1956 das nach dem Krieg geltende Flugzeugbauverbot aufgehoben wurde, weitete WMD durch die Lieferung von Bausegmenten seine Beteiligung an der Flugzeugproduktion erheblich aus. Anfang 1957 wurde WMD Hauptgesellschafter von SIAT.
1965 wurde die Bölkow GmbH Hauptgesellschafter der WMD und somit auch von SIAT; beide Unternehmen blieben aber bis 1971 eigenständig. Die Bölkow GmbH verschmolz im Mai 1968 mit Messerschmitt zur Messerschmitt-Bölkow GmbH. Diese wiederum wurde 1969 durch die Fusion mit der Hamburger Flugzeugbau GmbH, einer Tochter von Blohm & Voss, zur Messerschmitt-Bölkow-Blohm GmbH (MBB).
Ende 1971 ging die Waggon- und Maschinenbau GmbH Donauwörth vollständig in der MBB GmbH auf.

## Nachfolge
Im Januar 1972 entstand am Standort Donauwörth ein Werk im Bereich Verkehr der MBB. 1992 wurden die Hubschrauberbereiche von MBB und Aérospatiale (Frankreich) in die neue Gesellschaft „Eurocopter Deutschland GmbH“ (ECD) mit Standort Donauwörth ausgegliedert.